# Krzywy Żleb (Szeroka)
Krzywy Żleb (słow. Krivé) – żlebowata dolinka w słowackich Tatrach Zachodnich. Zgodnie ze swoją nazwą ma bardzo kręty przebieg. Opada spod Szerokiej krętym korytem w południowo-zachodnim kierunku. W górnym odcinku prawe zbocza Krzywego Żlebu tworzy Zajęczyniec, lewe Trzciański Groń i Smrekowiec. Napotykając wzniesienie Zamczysko (Zámčisko), zmienia kierunek na południowy i pomiędzy Zamczyskiem i grzbietem Krzywe uchodzi do Kotliny Liptowskiej przy łące Laniszcze (Lánište). Dnem Krzywego Żlebu spływa Krzywy Potok będący prawym dopływem Wierzbickiego Potoku.
Krzywy Żleb jest całkowicie zalesiony, a najwyższa część pokryta zwartymi łanami kosodrzewiny. Jego dolną częścią, zboczami Krzywego prowadzi droga leśna. Kończy się jednak naprzeciwko miejsca, w którym Krzywy Żleb ostro zakręca na południe. Przejście górną częścią jest uciążliwe, gdyż dawne ścieżki pasterskie zarosły już lasem i kosodrzewiną i zanikły całkowicie. W środkowej części Skalistego Żlebu istniały w czasie II wojny światowej dwa bunkry partyzanckie. Krzywym Żlebem nie prowadzi żaden szlak turystyczny, jedynie jego wylot przecina Droga nad Łąkami – zachodni odcinek Magistrali Tatrzańskiej.

## Szlaki turystyczne
Magistrala Tatrzańska (fragment): rozdroże pod Tokarnią – Przesieka – Dolina Żarska: 1:40 h, ↓ 1:30 h

## Przypisy

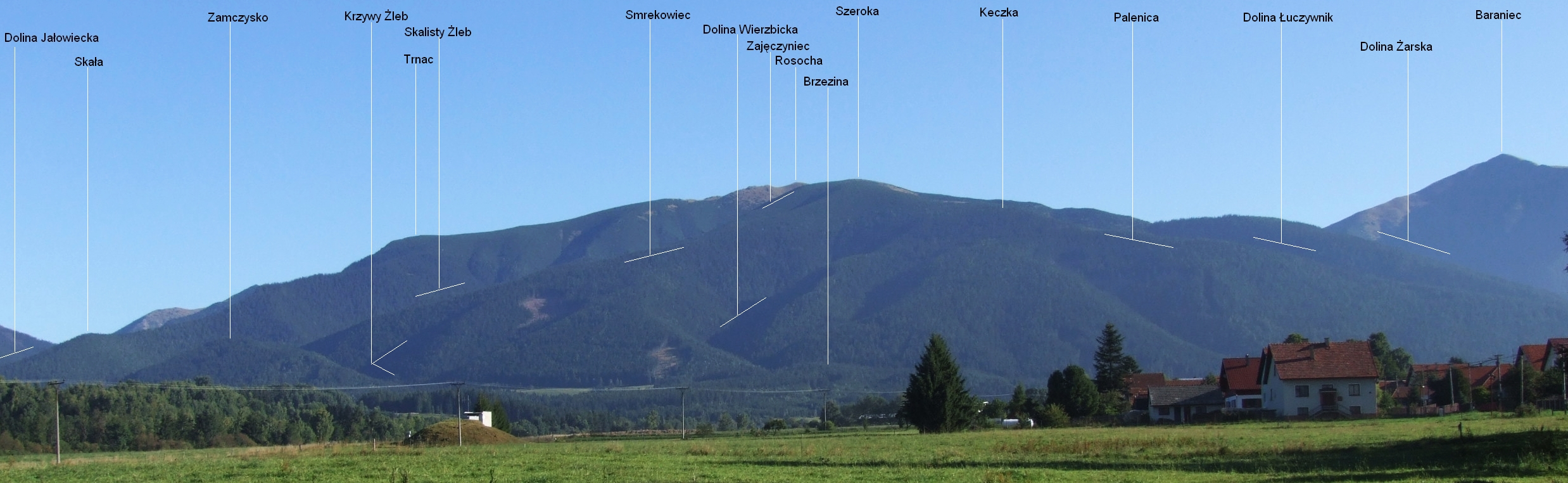
Widok z Żaru na masyw Rosochy